# The Forest (film, 2012)
Pour les articles homonymes, voir The Forest.
Pour plus de détails, voir Fiche technique et Distribution.
The Forest, est un film d'épouvante-horreur canado-américain réalisé et scénarisé par Darren Lynn Bousman, sorti en 2012.

## Synopsis
Richard Marlow, un père de famille, emmène sa famille, malgré leurs réticences, pour un long week-end de camping à Pine Barrens au cœur du New Jersey, une région associée à la légende du monstre baptisé le « Diable de Jersey ». Le père est ravi de faire découvrir à sa famille le lieu où son propre père l'emmenait jadis.
Mais cette joie est de courte durée, laissant place à l'angoisse et à la peur : après la découverte de carcasses d'animaux mutilés et la disparition d'un adolescent, Richard est persuadé que les lieux sont habités par une étrange créature. Cela laisse sa famille remplie de doute et de peur envers lui, mais très vite les Marlow comprennent qu’ils vont devoir se battre pour rester en vie.

## Fiche technique
- Titre original : The Barrens
- Titre français : The Forest
- Réalisateur : Darren Lynn Bousman
- Scénario : Darren Lynn Bousman
- Décors : Mike Leandro
- Costumes : Laura Montgomery
- Photographie : Joseph White
- Montage : Erin Deck
- Musique : Bobby Johnston
- Langue : anglais
- Genres : Horreur
- Durée : 94 minutes
- Date de sortie en DVD : France : 11 février 2013

## Distribution
- Stephen Moyer : Richard Vineyard
- Mia Kirshner : Cynthia Vineyard
- Erik Knudsen : Ryan
- Max Topplin : Zach
- Allie MacDonald : Sadie Vineyard
- Demore Barnes : Ranger adjoint
- J.LaRose : Ranger Bob
- Chantelle Chung : Laura
- Peter DaCunha : Danny Vineyard
- Marty Adams : Peter Luther
- Davie Keeley : Shérif Winters

## Distinctions

### Nominations et sélections
- Festival international du film fantastique de Gérardmer 2013